# Georges Guillez
Georges Guillez  (né le 3 septembre 1909 à Saint-Denis - mort le 15 avril 1993 à Meaux) est un athlète français, spécialiste du 400 mètres.

## Biographie
Sélectionné lors des Championnats d'Europe 1934 de Turin, Georges Guillez remporte la médaille d'argent du relais 4 × 400 m aux côtés de Robert Paul, Raymond Boisset et Pierre Skawinski. L'équipe de France, qui établit le temps de 3 min 15 s 6, s'incline face à l'Allemagne.
Il participe aux Jeux olympiques de 1936 et s'incline dès le deuxième tour du 400 m.

## Palmarès
| Date | Compétition           | Lieu  | Résultat | Épreuve   |
| ---- | --------------------- | ----- | -------- | --------- |
| 1934 | Championnats d'Europe | Turin | 2e       | 4 × 400 m |

## Records
| Épreuve | Performance | Lieu | Date |
| ------- | ----------- | ---- | ---- |
| 400 m   | 48 s 8      |      | 1935 |